# Première circonscription de la Creuse
La première circonscription de la Creuse était jusqu'en 2012 l'une des deux circonscriptions législatives françaises que compte le département de la Creuse (23) situé en région Limousin. Elle avait pour principale ville Guéret.
À partir des élections législatives de 2012, il n'existe plus qu'une circonscription unique pour tout le département.

## Description géographique et démographique

### De 1958 à 1986

Carte de la première circonscriptions de la Creuse de 1958 à 1986

La première circonscription de la Creuse était composée de :
- Canton d'Ahun
- Canton d'Auzances
- Canton de Bellegarde-en-Marche
- Canton de Boussac
- Canton de Chambon-sur-Voueize
- Canton de Châtelus-Malvaleix
- Canton de Chénérailles
- Canton de La Courtine
- Canton de Crocq
- Canton d'Évaux-les-Bains
- Canton de Guéret
- Canton de Jarnages

Source : Journal Officiel du 14-15 Octobre 1958.

### De 1988 à 2012
La première circonscription de la Creuse est délimitée par le découpage électoral de la loi n°86-1197 du 24 novembre 1986
, elle regroupe les cantons suivants : 
- Canton de Bénévent-l'Abbaye
- Canton de Bonnat
- Canton de Bourganeuf
- Canton de Dun-le-Palestel
- Canton du Grand-Bourg
- Canton de Guéret-Nord
- Canton de Guéret-Sud-Est
- Canton de Guéret-Sud-Ouest
- Canton de Saint-Vaury
- Canton de la Souterraine

D'après le recensement général de la population en 1999, réalisé par l'Institut national de la statistique et des études économiques (INSEE), la population totale de cette circonscription est estimée à 64 697 habitants,.
À la suite du redécoupage des circonscriptions législatives françaises de 2010, la Creuse ne comporte plus qu'une circonscription unique regroupant les anciennes première et deuxième circonscription de la Creuse. Ce nouveau découpage électoral s'applique à partir des élections législatives de 2012.

## Historique des députations
| Législature | Début de mandat | Fin de mandat  | Député                 | Parti politique | Parti politique | Observation |
| ----------- | --------------- | -------------- | ---------------------- | --------------- | --------------- | --- |
| Ire         | 9 décembre 1958 | 9 octobre 1962 | Olivier de Pierrebourg |                 | Radsoc          | Conseiller général du canton de Jarnages (1957-1970) Mandat écourté à la suite d'une dissolution parlementaire décidée par Charles de Gaulle. |
| IIe         | 6 décembre 1962 | 2 avril 1967   | Olivier de Pierrebourg |                 | Radsoc          | |
| IIIe        | 3 avril 1967    | 30 mai 1968    | Olivier de Pierrebourg |                 | Rad             | Mandat écourté à la suite d'une dissolution parlementaire décidée par Charles de Gaulle. |
| IVe         | 11 juillet 1968 | 1er avril 1973 | Olivier de Pierrebourg |                 | UDR             | Maire de Guéret (1971-1973) |
| Ve          | 2 avril 1973    | 2 avril 1978   | Guy Beck               |                 | PS              | Maire de Guéret (1977-1978) Conseiller général du canton de Guéret-Sud-Ouest (1970-1982) |
| VIe         | 3 avril 1978    | 22 mai 1981    | Jean-Claude Pasty      |                 | RPR             | Conseiller régional du Limousin (1978-1981) Conseiller général du canton d'Ahun (1979-1989) Mandat écourté à la suite d'une dissolution parlementaire décidée par François Mitterrand.                                                                                          |
| VIIe        | 2 juillet 1981  | 1er avril 1986 | André Lejeune          |                 | PS              | Maire de Guéret (1978-1998) Conseiller général du canton de Guéret-Nord (1973-1982) |
| IXe         | 23 juin 1988    | 1er avril 1993 | André Lejeune          |                 | PS              | |
| Xe          | 2 avril 1993    | 21 avril 1997  | Bernard de Froment     |                 | RPR             | Président du conseil général de la Creuse (1994-1998) Maire de Saint-Fiel (1995-2014) Conseiller régional du Limousin (1992-2004) Conseiller général du canton de Guéret-Nord (1994-2001) Mandat écourté à la suite d'une dissolution parlementaire décidée par Jacques Chirac. |
| XIe         | 12 juin 1997    | 18 juin 2002   | Michel Vergnier        |                 | PS              | Maire de Guéret (1998-2020) |
| XIIe        | 19 juin 2002    | 19 juin 2007   | Michel Vergnier        |                 | PS              | |
| XIIIe       | 20 juin 2007    | 19 juin 2012   | Michel Vergnier        |                 | PS              | |

## Historique des élections

### Élections de 1958
| Candidat       | Candidat                   | Parti          | Premier tour | Premier tour | Second tour | Second tour |  |
| Candidat       | Candidat                   | Parti          | Voix         | %            | Voix        | %           |  |
| -------------- | -------------------------- | -------------- | ------------ | ------------ | ----------- | ----------- |  |
|                | Olivier de Pierrebourg élu | Radsoc         | 15 800       | 43,5         | 20 537      | 56,46       |  |
|                | Raymond Labrousse          | PCF            | 7 349        | 20,23        | 9 167       | 25,2        |  |
|                | Pierre Ferrand             | UFD            | 7 169        | 19,74        | 6 673       | 18,34       |  |
|                | Roger Bodeau               | SFIO           | 6 002        | 16,53        | Retrait     | Retrait     |  |
|                |                            |                |              |              |             |             |  |
| Inscrits       | Inscrits                   | Inscrits       | 56 352       | 100,00       | 56 354      | 100,00      |  |
| Abstentions    | Abstentions                | Abstentions    | 19 283       | 34,22        | 19 092      | 33,88       |  |
| Votants        | Votants                    | Votants        | 37 069       | 65,78        | 37 262      | 66,12       |  |
| Blancs et nuls | Blancs et nuls             | Blancs et nuls | 749          | 2,02         | 885         | 2,38        |  |
| Exprimés       | Exprimés                   | Exprimés       | 36 320       | 97,98        | 36 377      | 97,62       |  |

Le suppléant d'Olivier de Pierrebourg était le Docteur René Jany, Vice-Président du Conseil général, maire d'Auzances.

### Élections de 1962
| Candidat       | Candidat                             | Parti          | Premier tour | Premier tour | Second tour | Second tour |  |
| Candidat       | Candidat                             | Parti          | Voix         | %            | Voix        | %           |  |
| -------------- | ------------------------------------ | -------------- | ------------ | ------------ | ----------- | ----------- |  |
|                | Olivier de Pierrebourg sortant réélu | Radsoc         | 9 812        | 32           | 18 874      | 53,8        |  |
|                | Auguste Tourtaud                     | PCF            | 8 708        | 28,4         | 15 605      | 44,48       |  |
|                | Jean Monteiller                      | SFIO           | 5 379        | 17,54        | Retrait     | Retrait     |  |
|                | Louis Treignier                      | UNR-UDT        | 4 081        | 13,31        | 606         | 1,73        |  |
|                | Raymond Labouesse                    | PSU            | 2 683        | 8,75         | Retrait     | Retrait     |  |
|                |                                      |                |              |              |             |             |  |
| Inscrits       | Inscrits                             | Inscrits       | 54 432       | 100,00       | 54 428      | 100,00      |  |
| Abstentions    | Abstentions                          | Abstentions    | 23 054       | 42,35        | 18 267      | 33,56       |  |
| Votants        | Votants                              | Votants        | 31 378       | 57,65        | 36 161      | 66,44       |  |
| Blancs et nuls | Blancs et nuls                       | Blancs et nuls | 715          | 2,28         | 1 076       | 2,98        |  |
| Exprimés       | Exprimés                             | Exprimés       | 30 663       | 97,72        | 35 085      | 97,02       |  |

Le suppléant d'Olivier de Pierrebourg était Jean Mazet, entrepreneur de bâtiment, conseiller général, maire de Felletin.

### Élections de 1967
| Candidat       | Candidat                             | Parti          | Premier tour | Premier tour | Second tour | Second tour |  |
| Candidat       | Candidat                             | Parti          | Voix         | %            | Voix        | %           |  |
| -------------- | ------------------------------------ | -------------- | ------------ | ------------ | ----------- | ----------- |  |
|                | Auguste Tourtaud                     | PCF            | 10 734       | 28,44        | 18 460      | 47,85       |  |
|                | Olivier de Pierrebourg sortant réélu | Rad            | 9 341        | 24,75        | 20 118      | 52,15       |  |
|                | Pierre Ferrand                       | PSU (FGDS)     | 8 933        | 23,67        | Retrait     | Retrait     |  |
|                | Claude Binet                         | app. UD-Ve     | 8 738        | 23,15        | Retrait     | Retrait     |  |
|                |                                      |                |              |              |             |             |  |
| Inscrits       | Inscrits                             | Inscrits       | 50 447       | 100,00       | 50 442      | 100,00      |  |
| Abstentions    | Abstentions                          | Abstentions    | 12 102       | 23,99        | 10 729      | 21,27       |  |
| Votants        | Votants                              | Votants        | 38 345       | 76,01        | 39 713      | 78,73       |  |
| Blancs et nuls | Blancs et nuls                       | Blancs et nuls | 599          | 1,56         | 1 135       | 2,86        |  |
| Exprimés       | Exprimés                             | Exprimés       | 37 746       | 98,44        | 38 578      | 97,14       |  |

Le suppléant d'Olivier de Pierrebourg était André Canthe, retraité, adjoint au maire de Guéret.

### Élections de 1968
| Candidat       | Candidat                             | Parti                     | Premier tour | Premier tour | Second tour | Second tour |  |
| Candidat       | Candidat                             | Parti                     | Voix         | %            | Voix        | %           |  |
| -------------- | ------------------------------------ | ------------------------- | ------------ | ------------ | ----------- | ----------- |  |
|                | Olivier de Pierrebourg sortant réélu | URP                       | 17 021       | 45,19        | 21 187      | 57,37       |  |
|                | Auguste Tourtaud                     | PCF                       | 10 630       | 28,22        | 15 745      | 42,63       |  |
|                | Pierre Ferrand                       | FGDS (SFIO)               | 7 397        | 19,64        | Retrait     | Retrait     |  |
|                | Jean Uro                             | Divers droite (Gaulliste) | 2 615        | 6,94         |             |             |  |
|                |                                      |                           |              |              |             |             |  |
| Inscrits       | Inscrits                             | Inscrits                  | 51 703       | 100,00       | 51 704      | 100,00      |  |
| Abstentions    | Abstentions                          | Abstentions               | 13 428       | 25,97        | 13 829      | 26,75       |  |
| Votants        | Votants                              | Votants                   | 38 275       | 74,03        | 37 875      | 73,25       |  |
| Blancs et nuls | Blancs et nuls                       | Blancs et nuls            | 612          | 1,6          | 943         | 2,49        |  |
| Exprimés       | Exprimés                             | Exprimés                  | 37 663       | 98,4         | 36 932      | 97,51       |  |

Le suppléant d'Olivier de Pierrebourg était Jean Mazet.

### Élections de 1973
| Candidat       | Candidat                       | Parti          | Premier tour | Premier tour | Second tour | Second tour |  |
| Candidat       | Candidat                       | Parti          | Voix         | %            | Voix        | %           |  |
| -------------- | ------------------------------ | -------------- | ------------ | ------------ | ----------- | ----------- |  |
|                | Olivier de Pierrebourg sortant | UDR (URP)      | 15 496       | 40,4         | 20 396      | 49,43       |  |
|                | Guy Beck élu                   | PS (UGSD)      | 10 195       | 26,58        | 20 869      | 50,57       |  |
|                | Bernard Triclot                | PCF            | 8 781        | 22,89        | Retrait     | Retrait     |  |
|                | Serge Sambor                   | Rad (MR)       | 1 996        | 5,2          |             |             |  |
|                | Henri Delarbre                 | CNIP           | 1 043        | 2,72         |             |             |  |
|                | Jean-Claude Boulle             | FP             | 846          | 2,21         |             |             |  |
|                |                                |                |              |              |             |             |  |
| Inscrits       | Inscrits                       | Inscrits       | 51 658       | 100,00       | 51 651      | 100,00      |  |
| Abstentions    | Abstentions                    | Abstentions    | 12 555       | 24,3         | 9 666       | 18,71       |  |
| Votants        | Votants                        | Votants        | 39 103       | 75,7         | 41 985      | 81,29       |  |
| Blancs et nuls | Blancs et nuls                 | Blancs et nuls | 746          | 1,91         | 720         | 1,71        |  |
| Exprimés       | Exprimés                       | Exprimés       | 38 357       | 98,09        | 41 265      | 98,29       |  |

Le suppléant de Guy Beck était le Docteur Jean Monteiller, conseiller général du canton de Châtelus-Malvaleix, maire de Châtelus-Malvaleix.

### Élections de 1978
| Candidat       | Candidat                    | Parti          | Premier tour | Premier tour | Second tour | Second tour |  |
| Candidat       | Candidat                    | Parti          | Voix         | %            | Voix        | %           |  |
| -------------- | --------------------------- | -------------- | ------------ | ------------ | ----------- | ----------- |  |
|                | Jean-Claude Pasty élu       | RPR            | 15 957       | 37,03        | 23 153      | 50,32       |  |
|                | Guy Beck sortant            | PS             | 11 299       | 26,22        | 22 863      | 49,68       |  |
|                | Bernard Triclot             | PCF            | 10 880       | 25,25        | Retrait     | Retrait     |  |
|                | Gérard-Marie de Ficquelmont | UDF (Rad)      | 3 383        | 7,85         |             |             |  |
|                | Jean-Jacques Lacarrère      | LO             | 758          | 1,76         |             |             |  |
|                | Marc Glomot                 | MDD            | 525          | 1,22         |             |             |  |
|                | Patrice Monnot              | LCR            | 291          | 0,68         |             |             |  |
|                |                             |                |              |              |             |             |  |
| Inscrits       | Inscrits                    | Inscrits       | 55 096       | 100,00       | 55 032      | 100,00      |  |
| Abstentions    | Abstentions                 | Abstentions    | 11 155       | 20,25        | 8 335       | 15,15       |  |
| Votants        | Votants                     | Votants        | 43 941       | 79,75        | 46 697      | 84,85       |  |
| Blancs et nuls | Blancs et nuls              | Blancs et nuls | 848          | 1,93         | 681         | 1,46        |  |
| Exprimés       | Exprimés                    | Exprimés       | 43 093       | 98,07        | 46 016      | 98,54       |  |

Le suppléant de Jean-Claude Pasty était Xavier Lansade, commerçant, conseiller municipal de Guéret.

### Élections de 1981
| Candidat       | Candidat                  | Parti          | Premier tour | Premier tour | Second tour | Second tour |  |
| Candidat       | Candidat                  | Parti          | Voix         | %            | Voix        | %           |  |
| -------------- | ------------------------- | -------------- | ------------ | ------------ | ----------- | ----------- |  |
|                | Jean-Claude Pasty sortant | RPR (UNM)      | 18 515       | 45,22        | 20 273      | 45,59       |  |
|                | André Lejeune élu         | PS             | 16 531       | 40,37        | 24 196      | 54,41       |  |
|                | Jacky Laplume             | PCF            | 5 901        | 14,41        |             |             |  |
|                |                           |                |              |              |             |             |  |
| Inscrits       | Inscrits                  | Inscrits       | 54 801       | 100,00       | 54 795      | 100,00      |  |
| Abstentions    | Abstentions               | Abstentions    | 13 424       | 24,5         | 9 889       | 18,05       |  |
| Votants        | Votants                   | Votants        | 41 377       | 75,5         | 44 906      | 81,95       |  |
| Blancs et nuls | Blancs et nuls            | Blancs et nuls | 430          | 1,04         | 437         | 0,97        |  |
| Exprimés       | Exprimés                  | Exprimés       | 40 947       | 98,96        | 44 469      | 99,03       |  |

Le suppléant d'André Lejeune était André Leprat, exploitant agricole, premier adjoint au maire de Ladapeyre.

### Élections de 1988
| Candidat       | Candidat                    | Parti          | Premier tour | Premier tour | Second tour | Second tour |  |
| Candidat       | Candidat                    | Parti          | Voix         | %            | Voix        | %           |  |
| -------------- | --------------------------- | -------------- | ------------ | ------------ | ----------- | ----------- |  |
|                | André Lejeune sortant réélu | PS             | 15 912       | 45,42        | 23 139      | 60,54       |  |
|                | Jacques Viennois            | RPR (URC)      | 11 445       | 32,67        | 15 081      | 39,46       |  |
|                | Raymond Labrousse           | PCF            | 5 256        | 15           |             |             |  |
|                | Marie de La Chapelle        | FN             | 1 577        | 4,5          |             |             |  |
|                | Joël Lainé                  | LCR            | 842          | 2,4          |             |             |  |
|                |                             |                |              |              |             |             |  |
| Inscrits       | Inscrits                    | Inscrits       | 54 439       | 100,00       | 54 539      | 100,00      |  |
| Abstentions    | Abstentions                 | Abstentions    | 18 698       | 34,35        | 15 330      | 28,11       |  |
| Votants        | Votants                     | Votants        | 35 741       | 65,65        | 39 209      | 71,89       |  |
| Blancs et nuls | Blancs et nuls              | Blancs et nuls | 709          | 1,98         | 989         | 2,52        |  |
| Exprimés       | Exprimés                    | Exprimés       | 35 032       | 98,02        | 38 220      | 97,48       |  |

Le suppléant d'André Lejeune était Guy Moutaud, Vice-Président du Conseil général, conseiller général du canton de Châtelus-Malvaleix, maire de Saint-Priest-la-Plaine.

### Élections de 1993
| Candidat       | Candidat               | Parti          | Premier tour | Premier tour | Second tour | Second tour |  |
| Candidat       | Candidat               | Parti          | Voix         | %            | Voix        | %           |  |
| -------------- | ---------------------- | -------------- | ------------ | ------------ | ----------- | ----------- |  |
|                | André Lejeune sortant  | PS (ADFP)      | 8 736        | 25,53        | 16 894      | 46,55       |  |
|                | Bernard de Froment élu | RPR            | 8 139        | 23,78        | 19 402      | 53,45       |  |
|                | Pierre-Henri Gaudriot  | UDF (CDS)      | 7 384        | 21,58        | Retrait     | Retrait     |  |
|                | Raymond Labrousse      | PCF            | 4 192        | 12,25        |             |             |  |
|                | Marie de La Chapelle   | FN             | 1 995        | 5,83         |             |             |  |
|                | Olivier Warin          | GÉ (EÉ)        | 1 541        | 4,5          |             |             |  |
|                | Jean-Paul Fourgeaud    | SÉGA           | 1 414        | 4,13         |             |             |  |
|                | Dominique Chabrier     | LT-LNÉ         | 821          | 2,4          |             |             |  |
|                |                        |                |              |              |             |             |  |
| Inscrits       | Inscrits               | Inscrits       | 53 815       | 100,00       | 53 818      | 100,00      |  |
| Abstentions    | Abstentions            | Abstentions    | 17 513       | 32,54        | 15 030      | 27,93       |  |
| Votants        | Votants                | Votants        | 36 302       | 67,46        | 38 788      | 72,07       |  |
| Blancs et nuls | Blancs et nuls         | Blancs et nuls | 2 080        | 5,73         | 2 492       | 6,42        |  |
| Exprimés       | Exprimés               | Exprimés       | 34 222       | 94,27        | 36 296      | 93,58       |  |

Le suppléant de Bernard de Froment était Élie Giraud, agriculteur à Sainte-Feyre.

### Élections de 1997
| Candidat       | Candidat                   | Parti          | Premier tour | Premier tour | Second tour | Second tour |  |
| Candidat       | Candidat                   | Parti          | Voix         | %            | Voix        | %           |  |
| -------------- | -------------------------- | -------------- | ------------ | ------------ | ----------- | ----------- |  |
|                | Michel Vergnier élu        | PS             | 10 768       | 32,02        | 21 248      | 56,73       |  |
|                | Bernard de Froment sortant | RPR            | 9 446        | 28,09        | 16 208      | 43,27       |  |
|                | Daniel Dexet               | PCF            | 4 575        | 13,61        |             |             |  |
|                | Pierre-Henri Gaudriot      | diss. UDF      | 2 768        | 8,23         |             |             |  |
|                | Jean Lamouche              | FN             | 2 177        | 6,47         |             |             |  |
|                | Georges Chata              | Divers droite  | 1 733        | 5,15         |             |             |  |
|                | Fabienne Delpeut           | Les Verts      | 1 309        | 3,89         |             |             |  |
|                | Denise Perret              | SÉGA           | 450          | 1,34         |             |             |  |
|                | Michel Mercier             | US4J           | 343          | 1,02         |             |             |  |
|                | Dominique Geneston         | IR             | 58           | 0,17         |             |             |  |
|                |                            |                |              |              |             |             |  |
| Inscrits       | Inscrits                   | Inscrits       | 52 084       | 100,00       | 52 075      | 100,00      |  |
| Abstentions    | Abstentions                | Abstentions    | 16 333       | 31,36        | 12 555      | 24,11       |  |
| Votants        | Votants                    | Votants        | 35 751       | 68,64        | 39 520      | 75,89       |  |
| Blancs et nuls | Blancs et nuls             | Blancs et nuls | 2 124        | 5,94         | 2 064       | 5,22        |  |
| Exprimés       | Exprimés                   | Exprimés       | 33 627       | 94,06        | 37 456      | 94,78       |  |

Le suppléant de Michel Vergnier était Yves Furet, proviseur de lycée, conseiller général du canton de La Souterraine, maire de La Souterraine.

### Élections de 2002
| Candidat       | Candidat                      | Parti            | Premier tour | Premier tour | Second tour | Second tour |  |
| Candidat       | Candidat                      | Parti            | Voix         | %            | Voix        | %           |  |
| -------------- | ----------------------------- | ---------------- | ------------ | ------------ | ----------- | ----------- |  |
|                | Michel Vergnier sortant réélu | PS               | 13 833       | 41,07        | 18 570      | 55,78       |  |
|                | Bernard de Froment            | UMP              | 9 868        | 29,3         | 14 722      | 44,22       |  |
|                | Yves Aumaitre                 | Divers droite    | 3 842        | 11,41        |             |             |  |
|                | André Chézeaud                | UDF              | 1 742        | 5,17         |             |             |  |
|                | Marie de La Chapelle          | FN               | 1 662        | 4,93         |             |             |  |
|                | Joël Lainé                    | LCR              | 674          | 2            |             |             |  |
|                | Gérard Nicand                 | Les Verts        | 611          | 1,81         |             |             |  |
|                | André Rigaud                  | CPNT             | 587          | 1,74         |             |             |  |
|                | Élisabeth Faucon              | LO               | 303          | 0,9          |             |             |  |
|                | Marie-Luce Moulin             | Pôle républicain | 246          | 0,73         |             |             |  |
|                | Yolande-Sophie Neuville       | MNR              | 179          | 0,53         |             |             |  |
|                | Laurent Watrin                | Divers           | 136          | 0,4          |             |             |  |
|                |                               |                  |              |              |             |             |  |
| Inscrits       | Inscrits                      | Inscrits         | 51 316       | 100,00       | 51 313      | 100,00      |  |
| Abstentions    | Abstentions                   | Abstentions      | 16 757       | 32,65        | 16 729      | 32,6        |  |
| Votants        | Votants                       | Votants          | 34 559       | 67,35        | 34 584      | 67,4        |  |
| Blancs et nuls | Blancs et nuls                | Blancs et nuls   | 876          | 2,53         | 1 292       | 3,74        |  |
| Exprimés       | Exprimés                      | Exprimés         | 33 683       | 97,47        | 33 292      | 96,26       |  |

Le suppléant de Michel Vergnier était Yves Furet.

### Élections de 2007
| Candidat       | Candidat                      | Parti          | Premier tour | Premier tour | Second tour | Second tour |  |
| Candidat       | Candidat                      | Parti          | Voix         | %            | Voix        | %           |  |
| -------------- | ----------------------------- | -------------- | ------------ | ------------ | ----------- | ----------- |  |
|                | Michel Vergnier sortant réélu | PS             | 14 442       | 45,49        | 19 432      | 60,52       |  |
|                | Brigitte Jammot               | UMP            | 9 749        | 30,71        | 12 675      | 39,48       |  |
|                | Camille de Froment-Baril      | UDF–MoDem      | 3 295        | 10,38        |             |             |  |
|                | Vincent Labrousse             | PCF            | 2 290        | 7,21         |             |             |  |
|                | Philippe Cubaynes             | MNR            | 447          | 1,41         |             |             |  |
|                | Chantal Lesouple              | PT             | 398          | 1,25         |             |             |  |
|                | Antoinette Foulon             | Les Verts      | 359          | 1,13         |             |             |  |
|                | Maurice Cornet                | MÉI            | 253          | 0,8          |             |             |  |
|                | Élisabeth Faucon              | LO             | 241          | 0,76         |             |             |  |
|                | Maryline Pierrat              | Divers         | 168          | 0,53         |             |             |  |
|                | Alexandre Fontana             | LC             | 104          | 0,33         |             |             |  |
|                |                               |                |              |              |             |             |  |
| Inscrits       | Inscrits                      | Inscrits       | 50 902       | 100,00       | 50 903      | 100,00      |  |
| Abstentions    | Abstentions                   | Abstentions    | 18 411       | 36,17        | 17 716      | 34,8        |  |
| Votants        | Votants                       | Votants        | 32 491       | 63,83        | 33 187      | 65,2        |  |
| Blancs et nuls | Blancs et nuls                | Blancs et nuls | 745          | 2,29         | 1 080       | 3,25        |  |
| Exprimés       | Exprimés                      | Exprimés       | 31 746       | 97,71        | 32 107      | 96,75       |  |

#### Département de la Creuse
- La fiche de l'INSEE de cette circonscription : « Tableaux et Analyses de la première circonscription de la Creuse », sur insee.fr, site de l'Institut national de la statistique et des études économiques (consulté le 10 juin 2007) [PDF]

- « Tous les députés du département de la Creuse depuis 1789 » [archive du 28 septembre 2007], sur assemblee-nationale.fr, site de l'Assemblée nationale française (consulté le 10 juin 2007)

- « Informations contentieuses sur le département de la Creuse (Élections législatives de 2002) »(Archive.org • Wikiwix • Archive.is • Google • Que faire ?), sur conseil-constitutionnel.fr, site du Conseil constitutionnel (consulté le 13 juin 2007)

#### Circonscriptions en France
- « Carte des circonscriptions législatives en France », sur assemblee-nationale.fr, site de l'Assemblée nationale française (consulté le 10 juin 2007)

- « Résultats électoraux officiels en France »(Archive.org • Wikiwix • Archive.is • Google • Que faire ?), sur interieur.gouv.fr, site du ministère de l'Intérieur (France) (consulté le 13 juin 2007)

- Description et Atlas des circonscriptions électorales de France sur http://www.atlaspol.com, Atlaspol, site de cartographie géopolitique, consulté le 13 juin 2007.